# Indischer Hutaffe

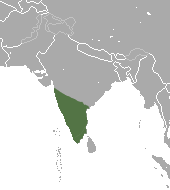
Das Verbreitungsgebiet im südlichen Indien

Der Indische Hutaffe (Macaca radiata) ist eine im südlichen Indien vorkommende Primatenart aus der Gattung der Makaken innerhalb der Familie der Meerkatzenverwandten (Cercopithecidae). Seinen Namen verdankt er ebenso wie der nahe verwandte Ceylon-Hutaffe (Macaca sinica) der auffälligen Haarkrone auf dem Kopf. 

## Beschreibung
Männliche Indische Hutaffen erreichen eine Kopf-Rumpf-Länge von 51,5 bis 60 Zentimeter, haben einen 51 bis 69 Zentimeter langen Schwanz und erreichen ein Gewicht von 5,4 bis 11,6 kg. Weibchen bleiben bei einer Kopf-Rumpf-Länge von 34,5 bis 52,5 Zentimeter, einem 48 bis 63,5 Zentimeter langen Schwanz und einem Gewicht von 2,9 bis 5,5 kg deutlich kleiner. Im Durchschnitt ist die Kopf-Rumpf-Länge der Männchen 15 % größer als die der Weibchen und sie sind ca. 75 % schwerer als die Weibchen. Mit diesen Maßen zählen die Indischen Hutaffen zu den kleineren, leichter gebauten Makaken. Auch der lange Schwanz ist in der Gattung eher selten. Die Länge des Schwanzes liegt bei 88 bis 136 % der Kopf-Körper-Länge. Das Fell der Affen ist auf der Oberseite graubraun bis gelbbraun gefärbt, mit etwas helleren Gliedmaßen und einer weißlichen, spärlich behaarten Unterseite. Auf dem Kopf befindet sich ein flaches Haarbüschel, das strahlenförmig von einem zentralen Wirtel ausgeht oder entlang des Mittelscheitels geteilt ist. Das Gesicht und die Ohren sind unbehaart.

## Verbreitung und Lebensraum
Das Verbreitungsgebiet umfasst die indischen Bundesstaaten Kerala, Tamil Nadu, Karnataka, sowie den Westen und Süden von Maharashtra und Telangana und den Süden von Andhra Pradesh. Im Westen endet das Verbreitungsgebiet im Norden am Südufer des unteren Tapti, im Osten reicht es bis zum Krishna. Auf Mauritius und Réunion wurden die Tiere vom Menschen ausgesetzt. Indische Hutaffen leben in feuchten, immergrünen Tieflandwäldern, trockenen Laubwäldern und in Bambuswäldern bis zu einer Höhe von 2100 Metern. Normalerweise halten sie sich an Waldrändern und entlang von Flussufern auf. Sie lassen sich auch vom Menschen kaum stören und leben auf landwirtschaftlich genutzten Flächen, in Plantagen, in Dörfern, an Stadträndern, Tempelanlagen, Bahnhöfen und entlang von Alleen. In vom Menschen stark veränderten Gebieten brauchen sie große Bäume als Rückzugsraum, wobei Feigen (Ficus benghalensis und F. benjamina) bevorzugt werden.

## Lebensweise

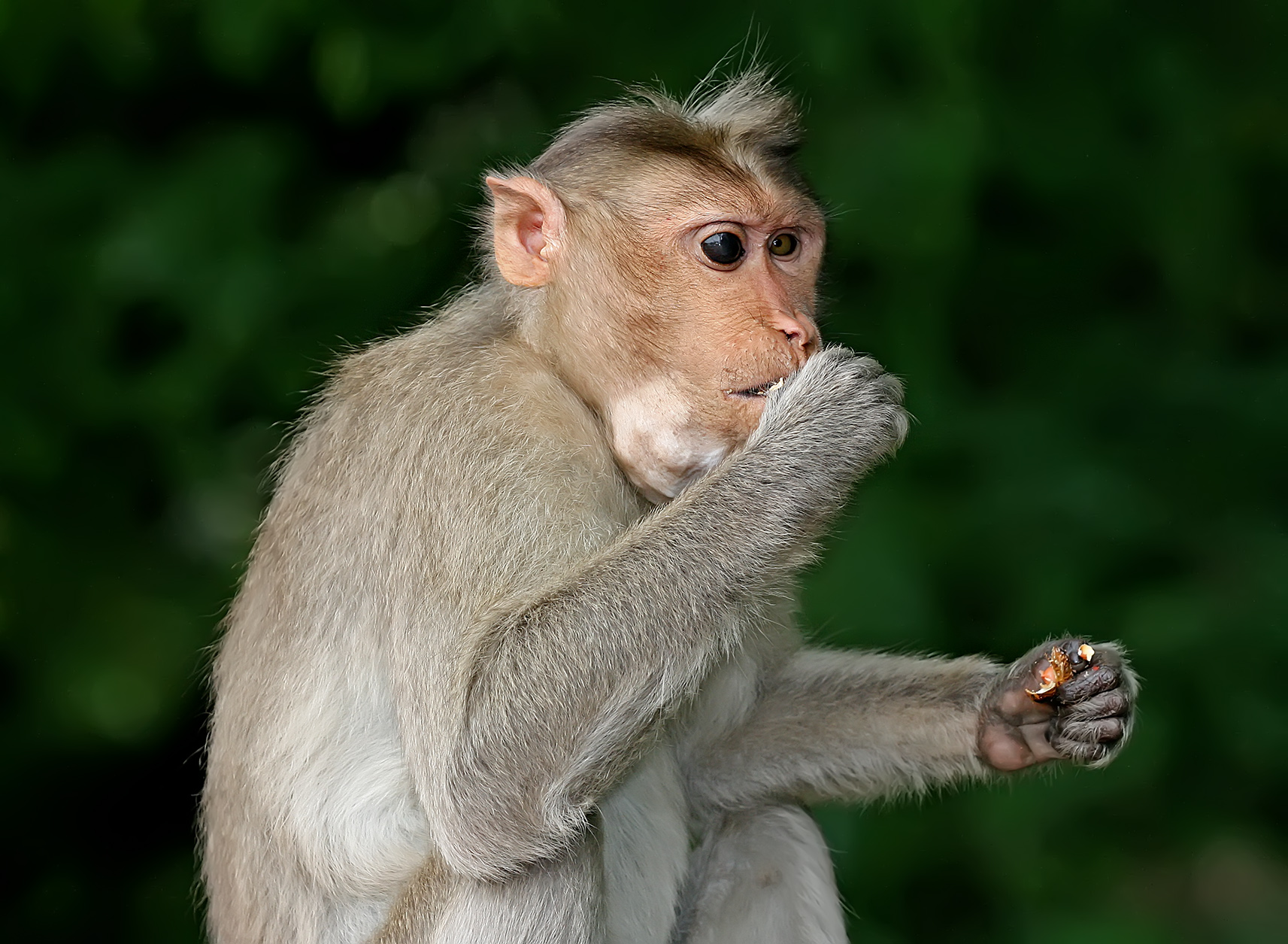
Indischer Hutaffe mit gefüllten Backentaschen

Wie fast alle Affen sind Indische Hutaffen tagaktiv. Die Nacht verbringen sie auf Bäumen, in vom Menschen geprägten Gebieten auch auf Dächern. Dort verbringen sie etwa ein Drittel ihrer Zeit auf dem Erdboden und wechseln oft ihren Standort. In ihrem natürlichen Lebensraum in Wäldern halten sie sich zu 90 % auf Bäumen auf und sind ortstreuer. Sie leben in Gruppen, die durchschnittlich aus 29 Exemplaren bestehen, wobei die Spanne von 7 bis 75 Tieren reicht. In dicht vom Menschen besiedelten Gebieten sind die Gruppen normalerweise kleiner als in ungestörter Natur. In den Gruppen sind die Weibchen fast immer in der Überzahl. Die Territorien verschiedener Gruppen überschneiden sich mit anderen und es kommt häufig zu Begegnungen. In natürlicher Umgebung sind die Territorien durchschnittlich 200 ha groß, in städtischen Gebieten sind sie nur halb so groß. Die Männchen sind untereinander wenig hierarchisch, relativ verträglich, haben eine hohe Frequenz an sozialen Interaktionen untereinander und kuscheln auch zusammen. Sie können auch zwischen den Gruppen hin und her wechseln. Dies ist auch den Weibchen möglich, kommt aber seltener vor. Indische Hutaffen ernähren sich von reifen Früchten, Samen, Blüten, Sprossen, Blättern, Mark und kleinen Tieren (Insekten, Spinnen, Frösche und Eidechsen sowie Vogeleier). Wie für Makaken typisch, füllen sie bei der Nahrungssuche zunächst ihre Backentaschen, um die Nahrung später zu fressen. Insgesamt besteht ihre Nahrung zu etwa 70 % aus Früchten, zu ca. 12 % aus Blüten, zu 10 % aus Blättern, zu 4 % aus Knospen und etwa 2 % aus Samen. Indische Hutaffen fressen auch Feldfrüchte wie Erdnüsse, Kartoffeln, Bohnen, Karotten, Rettich, Kürbis, Reis, Erbsen, Getreide, Blumenkohl, Kaffee und Kokosnüsse und werden deshalb von den Bauern als Schädlinge angesehen. In städtischen Gebieten suchen sie ihre Nahrung auch in Gärten oder im Müll. Zu den natürlichen Fressfeinden gehören vermutlich Tiger, Leoparden, Kleinkatzen, große Raubvögel, Krokodile, große Schlangen, Haushunde und Pariahunde. Gruppenmitglieder kooperieren um Raubtiere zu vertreiben.

## Fortpflanzung

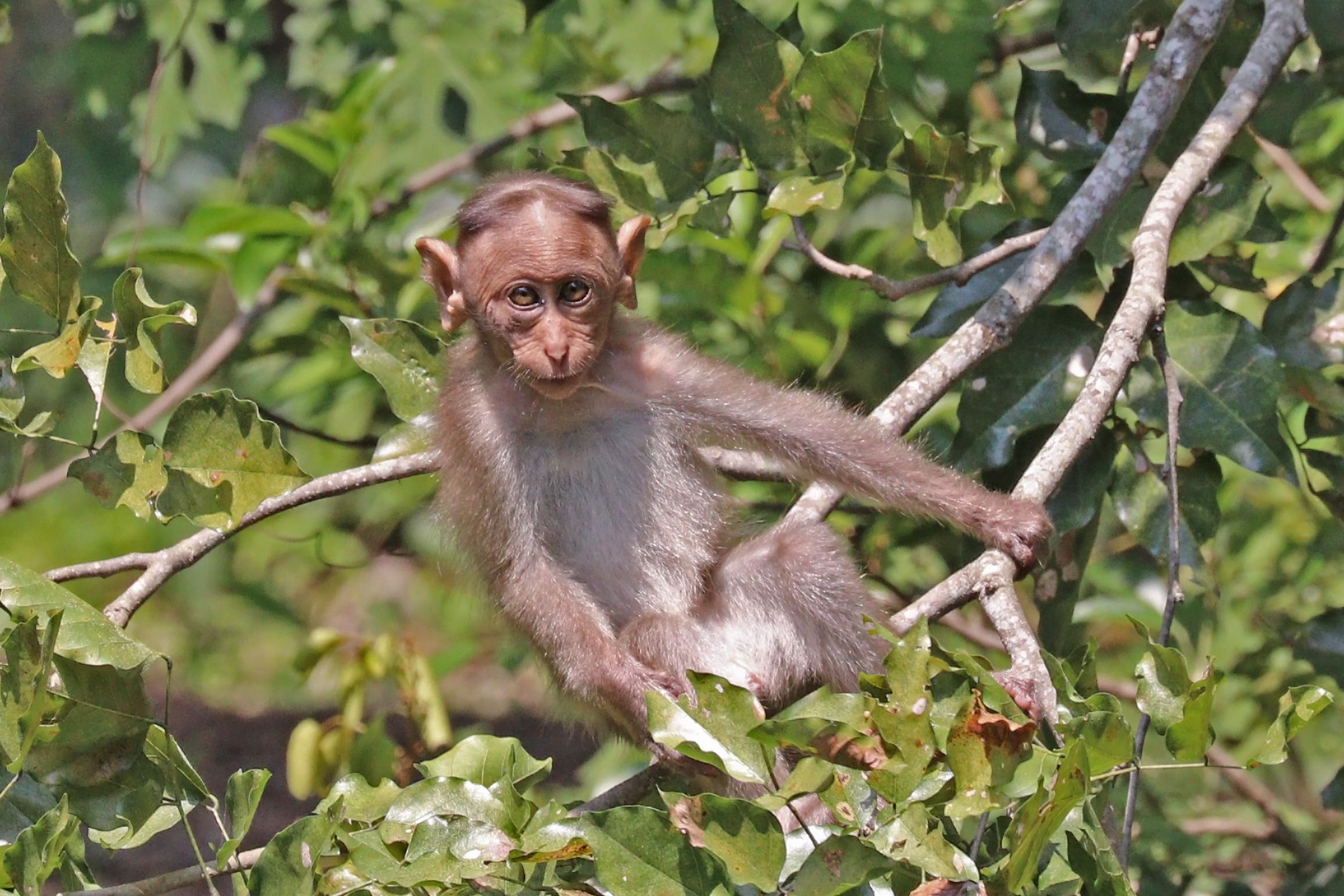
Ein junger Indischer Hutaffe

Indische Hutaffen paaren sich meist von Juli bis September und die Jungtiere werden während der Trockenzeit von Januar bis Mai geboren. Da die Hierarchien flach sind, können sich auch untergeordnete Männchen mit den Weibchen paaren, dominante Männchen paaren sich jedoch öfter. Ist ein Weibchen empfängnisbereit, so wird dies den Männchen über Pheromone und eine Rötung des nackten Gesäßbereiches angezeigt. Eine Regelschwellung gibt es nicht. Die Trächtigkeit dauert etwa 162 Tage. Die Neugeborenen sind fast schwarz. Sie werden acht bis zwölf Monate lang gesäugt. Das normalerweise blass rosafarbene Gesicht wird bei Milch laktierenden Weibchen rot. Weibchen interessieren sich oft für die Jungtiere anderer Weibchen und versuchen diese rumzutragen. Weibchen und Männchen werden mit einem Alter von 2,5 bis 3,5 Jahren geschlechtsreif. Indische Hutaffen können etwa 30 Jahre alt werden.

## Systematik
Der Indischen Hutaffe wurde 1812 durch den französischer Zoologen Étienne Geoffroy Saint-Hilaire unter der Bezeichnung Cercocebus radiatus erstmals wissenschaftlich beschrieben und damit den Weißlid-Mangaben zugeordnet. Später wurde er in die Gattung der Makaken (Macaca) verschoben. Innerhalb der Makaken bildet er mit dem Ceylon-Hutaffen (M. sinica), dem Assam-Makak (M. assamensis), dem Weißwangenmakak (M. leucogenys), dem Arunachalmakak (M. munzala), dem Selamakak (M. sela) und dem Tibetmakak (M. thibetana) die M. sinica-Gruppe.

## Indische Hutaffen und Menschen
Der Indischen Hutaffe wird von der IUCN als gefährdet eingestuft, da es in einigen Teilen ihres Verbreitungsgebietes zu einem starken Rückgang der Bestände gekommen ist, teilweise mehr als 65 %. Man geht davon aus, dass der Rückgang auch in Zukunft anhalten wird. Gründe sind die Jagd, der Neubau und Ausbau von Straßen, die Entfernung von Alleebäumen, fehlerhafte Fütterung durch Menschen und im Norden des Verbreitungsgebietes die Verdrängung durch Rhesusaffen (Macaca mulatta). Der Indische Hutaffe kommt in zahlreichen Nationalparks und sonstigen Schutzgebieten vor.